# Ru des Haras
Le ru des Haras, ru d’Arras ou ru d’Arra est un ruisseau des départements du Val-d'Oise et de Seine-Saint-Denis  en région Île-de-France, ayant sa source à la fontaine des Haras à Montmorency (Val-d’Oise) et qui rejoignait le ru d’Enghien à Épinay-sur-Seine à l’emplacement de l’actuelle rue de l’étang.

## Géographie
Le ru des Haras prend sa source à la Fontaine des Haras à Montmorency alimentée par la nappe des sables de la forêt de Montmorency, passe sous le chemin des haras, s’écoule au milieu de l’espace compris entre deux sentiers, la sente des haras, le sentier des haras allant au Savat et le chemin des Montries où s’étendent des prairies et des jardins  familiaux, puis débouche sur un bassin de rétention à Groslay. Le ruisseau traverse Groslay en majorité en souterrain en passant à l’emplacement d’un ancien lavoir matérialisé par un  abri, ressort dans un deuxième bassin de rétention à la limite de Groslay et de Montmagny, revient en souterrain jusqu’à un troisième bassin en aval de la rue de la Jonction à Montmagny. Le ruisseau traverse ensuite à l’air libre des jardins ouvriers où il forme la limite communale de Montmagny et de Villetaneuse puis rejoint le réseau souterrain des eaux pluviales qui débouche sur la Seine à Épinay-sur-Seine.
Au total, le ru s’écoule dans des buses souterraines sur 72 % de son parcours.
En dehors des périodes de grandes pluies où les 3 bassins limitent les inondations, le ruisseau se limite ordinairement dans ses parties découvertes à un mince filet d’eau pollué et parfois obstrué de déchets à travers des terrains privés.
Un aménagement du ru est à l’étude par l’Établissement public d'aménagement de la Plaine de France
.

### Galerie

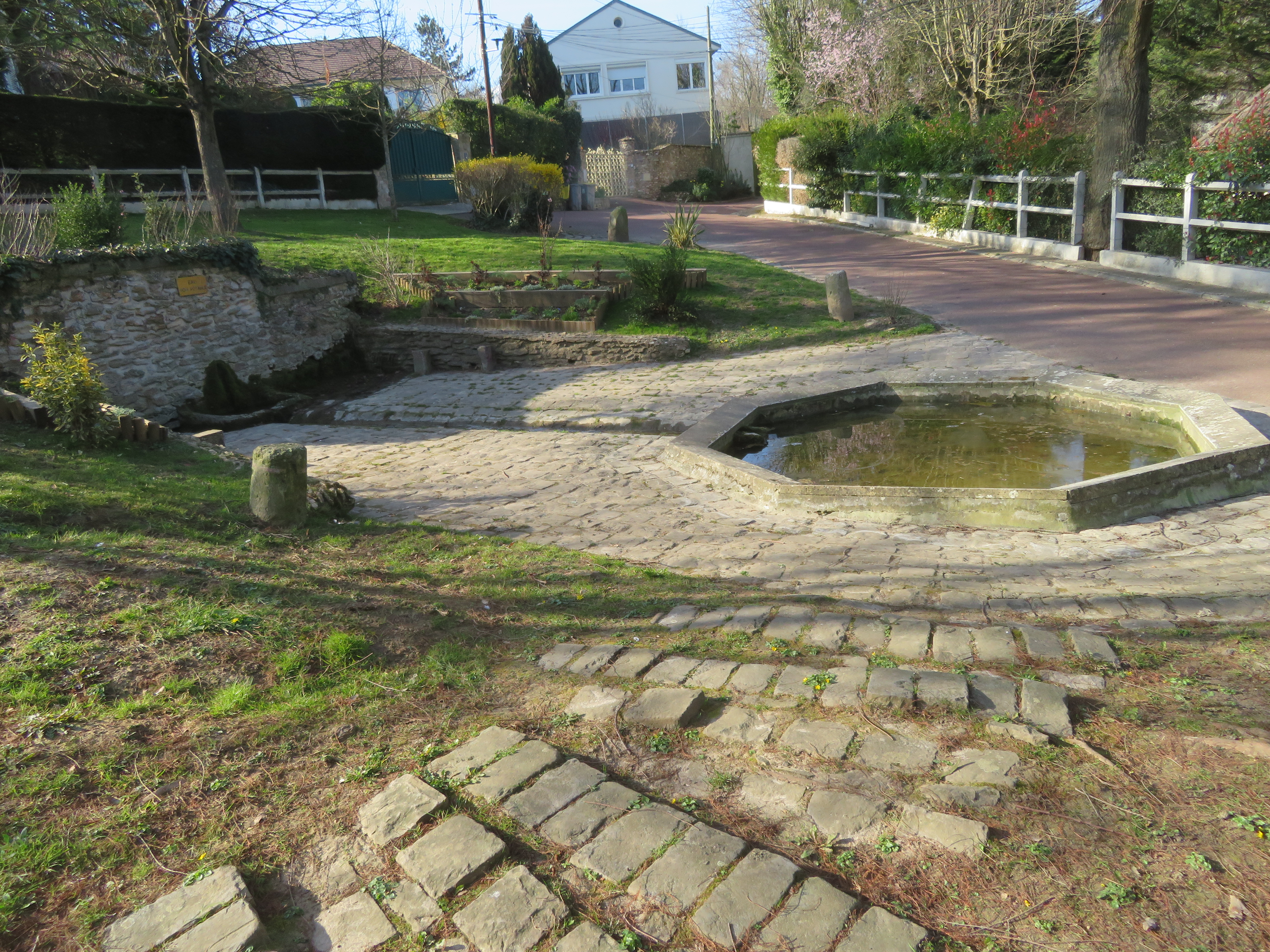
Fontaine des haras (source)
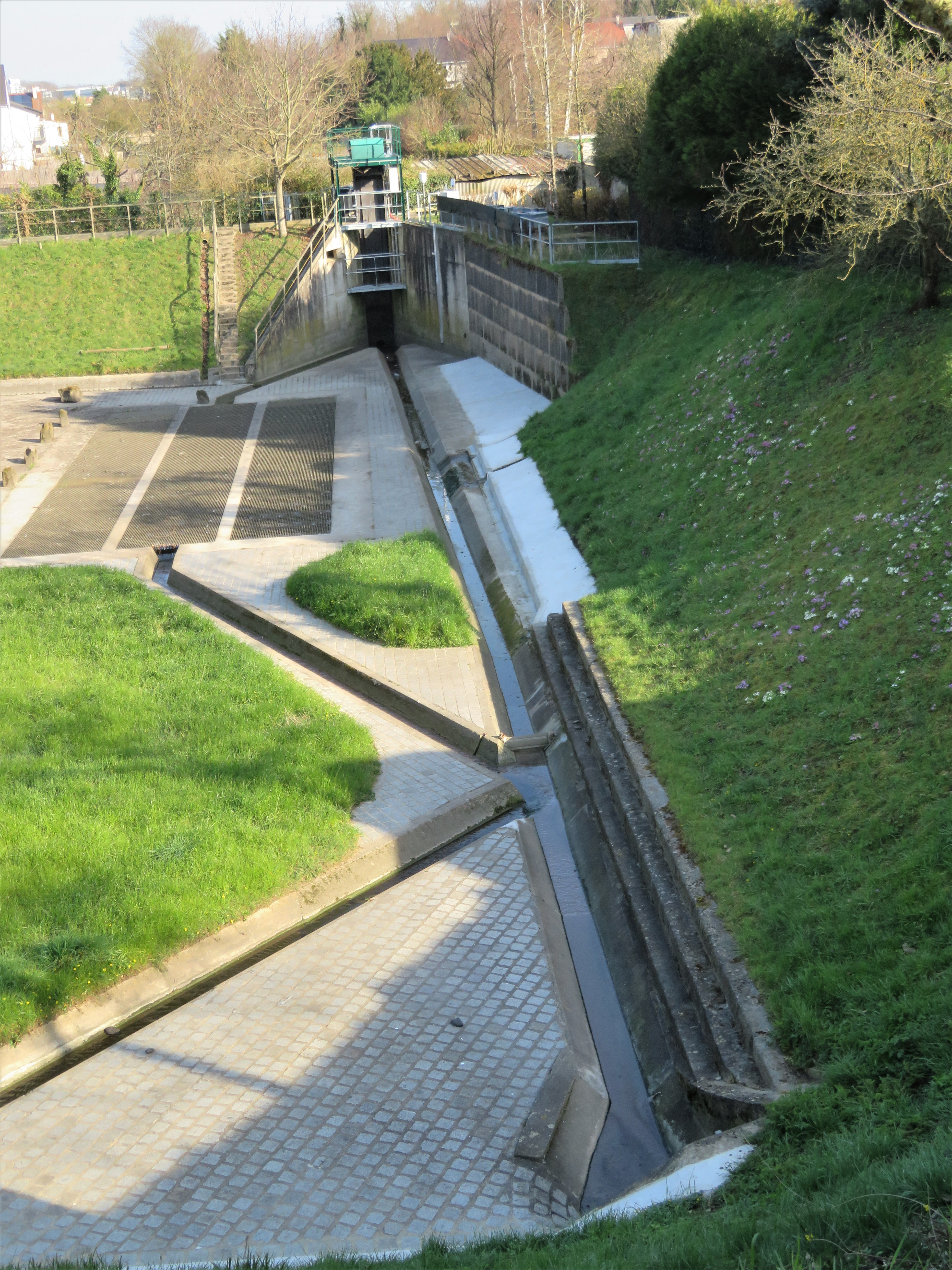
Bassin de rétention à Groslay
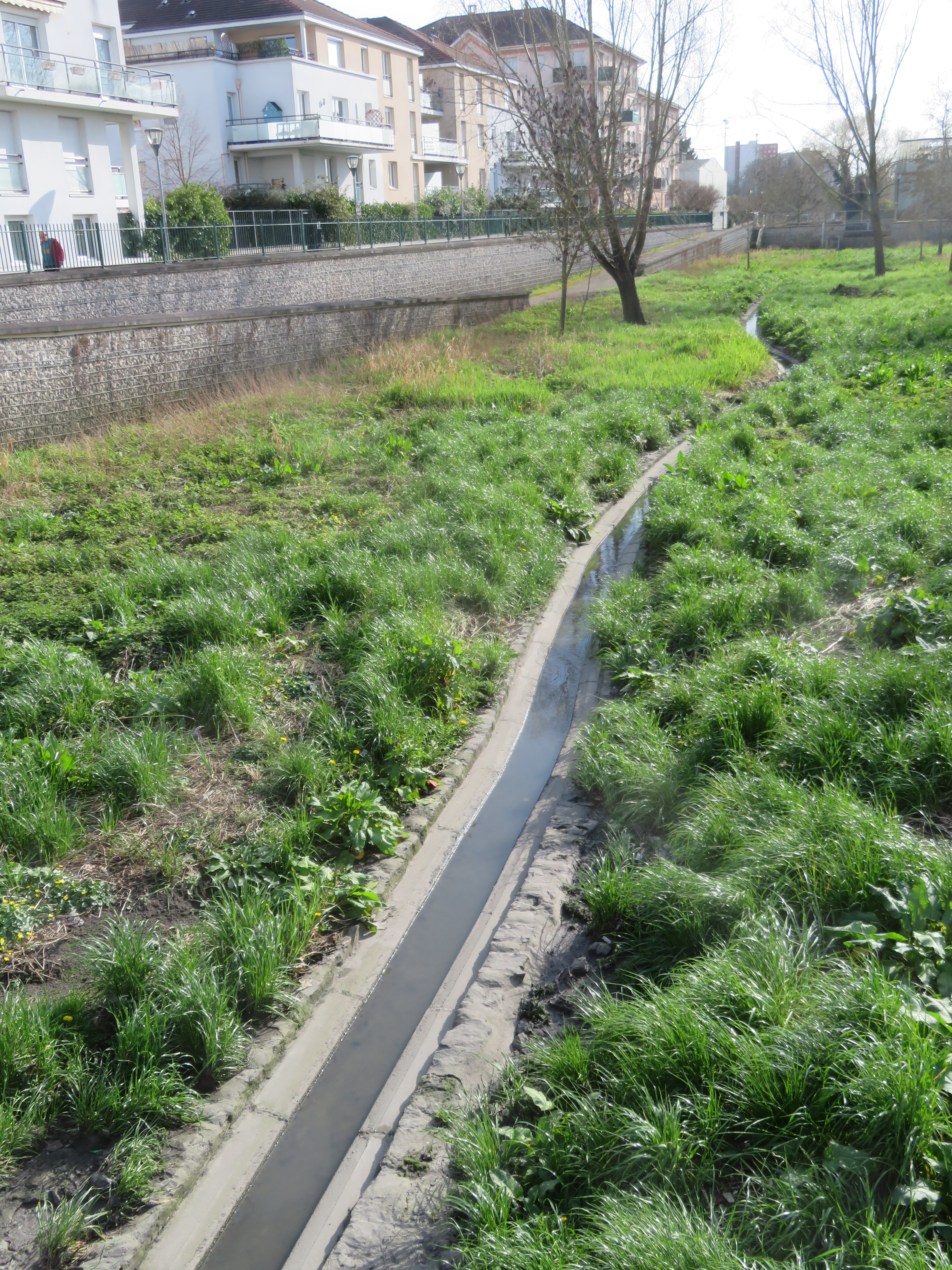
Bassin de rétention à Montmagny